# Власівська сільська рада (Зіньківський район)
Власівська сільська рада — колишній орган місцевого самоврядування у Зінківському районі Полтавської області з центром у селі Власівка.

## Населені пункти
Сільраді були підпорядковані населені пункти:
- c. Власівка
- с. Горобії
- с. Дадакалівка
- с. Пеленківщина
- с. Переліски
- с. Соколівщина